# Сандс, Флора

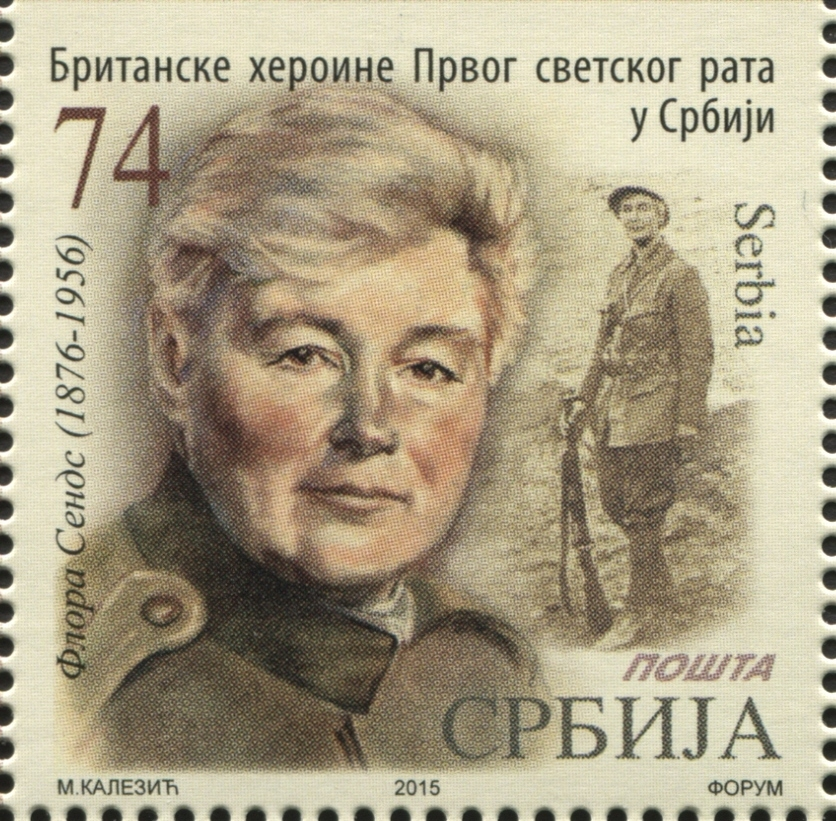
Флора Сандс на почтовой марке Сербии, 2015

Флора Сандс (англ. Flora Sandes; 22 января 1876, Нетер-Попплтон, Северный Йоркшир — 24 ноября 1956, Саффолк) — британская медицинская сестра, капитан сербской армии (единственная британская женщина, служившая в сербской армии), участница Первой мировой войны. До войны Флора работала в Скорой помощи Святого Иоанна, однако после мобилизации добровольно вступила в ряды сербского войска и быстро дослужилась до звания старшего сержанта. В капитаны произведена уже по окончании войны. Кавалер Ордена Звезды Карагеоргия.

## Биография

### Ранние годы
Флора Сандс родилась 22 января 1876 в местечке Нетер-Попплтон, Северный Йоркшир. Была младшей дочерью в ирландско-шотландской семье. Отец — Сэмюэль Диксон Сандс (англ. Samuel Dickson Sandes, 1822–1914), бывший ректор (священник Англиканской церкви) в графстве Корк. Мать — София Джулия Сандс, в девичестве Беснард (англ. Sophia Julia Sands, née Besnard). Семья переехала в графство Саффолк, местечко Марльсфорд, когда Флоре было 9 лет, а потом перебралась в Торнтон-Хит у Кройдона, графство Суррей. Флора воспитывалась гувернанткой, с детства увлекалась верховой ездой и стрельбой, а также неоднократно говорила, что хотела бы родиться мальчиком. Также она обучалась вождению автомобиля, управляя старым французским гоночным автомобилем, а позднее устроилась работать секретарём. Знала прекрасно французский и немецкий языки. В свободное время Сандс проходила обучение в Сестринском йоменском корпусе первой медицинской помощи, основанном в 1907 году. Это была женская военизированная организация, в которой изучали медицинское дело, уход за лошадями, связь и занимались активной физической подготовкой — уход за лошадями был не случайным, потому что санитары из этого корпуса увозили раненых именно на лошадях. В 1910 году Флора Сандс перешла в Женский конвой по оказанию помощи слабым и раненым (англ. Women's Sick & Wounded Convoy), основанный Мэйбел Сент-Клер Стобарт, уволившейся из Йоменского корпуса. Конвой нёс службу в Сербии и Болгарии во время Первой Балканской войны. В 1914 году, когда началась Первая мировая война, Флора хотела записаться в медсёстры, но ей отказали из-за недостаточной квалификации.

### Военная карьера
Сандс, несмотря на неудачу, вступила в Скорую помощь Святого Иоанна (отделение в Англии и Уэльсе) под руководством Мэйбел Груитч. 12 августа 1914 группа из 36 женщин-врачей отправилась в Сербию с целью оказания помощи всем нуждающимся. Все они прибыли в город Крагуевац, где находились основные сербские силы, сдерживавшие австро-венгерское наступление. Флора Сандс вступила в сербскую Службу Красного Креста и начала работать сестрой милосердия при 2-м пехотному полку сербской армии. Когда началось отступление сербских войск через Албанию к морю, Сандс покинула расположение своей части и для своей же собственной безопасности записалась по поддельному имени в сербский полк. Это не было удивительным по двум причинам: во-первых, в Албании издавна сложилась традиция клятвенных девственниц, которые перенимали все мужские обязанности; во-вторых в Сербии абсолютно все женщины шли добровольцами в армию, потому что хотели помочь армии всем, чем только возможно, и испытывали не меньшую ненависть к австро-венгерским захватчикам. Однако Сандс стала единственной представительницей Великобритании, пошедшей на такой шаг.
Флора постепенно привыкала к суровым условиям военной жизни: постоянные марш-броски, ночлеги в окопах при холодной погоде и постоянные стычки с австрийцами и болгарами закалили англичанку. Сербы стали считать её своеобразным талисманом, поэтому хорошо к ней относились. Неспешность Флоры воспринималась многими как отсутствие страха и личная отвага, к тому же во время артиллерийских обстрелов и ружейных залпов со стороны противника Флора не получала ни единой царапины. Суеверные сербы берегли её и отправляли в резерв при любой возможности. Она дослужилась довольно быстро до звания капрала. В 1916 году во время Монастирской битвы она, однако, была ранена серьёзно гранатой после рукопашной схватки. Сербы вытащили англичанку с поля боя только чудом, а оставшиеся раненые попали в плен к болгарам, где были убиты. Сандс получила тяжёлое ранение правой руки, в её спине и правом боку были осколки от гранат (всего было 24 ранения). Врачи сумели извлечь осколки и облегчить страдания англичанки, однако прибывший командир Флоры предупредил, что больше на передовую она не сможет попасть и после выздоровления сможет будет служить только в штабе. В Британском военно-полевом госпитале в Салониках, где проходило лечение, Флора узнала о других женщинах, служивших в сербской армии, в том числе и о Милунке Савич из 2-го пехотного полка, которая также находилась в госпитале после ранения. За свою отвагу Флора была награждена Орденом Звезды Карагеоргия — высшей сербской военной наградой — и произведена в старшие сержанты (сержанты-майоры).
В 1916 году Сандс опубликовала автобиографию «Англичанка-сержант в Сербской Армии», созданную на основе писем и дневников. Средства от продажи книги шли в помощь сербской армии. Также ей стали приходить посылки из Великобритании, но средств и припасов всё равно было недостаточно, а сама Сандс была шокирована числом раненых и голодных. При поддержке Эвелины Хаверфилд Сандс создала Фонд оказания помощи сербским солдатам и военнопленным, получивший имена Эвелины и Флоры. Все средства этого фонда шли в помощь пострадавшим от бедствий войны. Из-за тяжёлого ранения Флора осталась в больнице до конца военных действий, но при этом приняла на себя обязанности главного врача и продолжила помогать солдатам. После завершения войны, уже в апреле 1919 года она была произведена в офицеры и в октябре 1922 года после произведения в капитаны демобилизована окончательно.

### После войны
В мае 1927 года Флора Сандс вышла замуж за Юрия Юденича, русского военачальника, генерала Белой армии. Некоторое время супруги жили во Франции, но затем переехали в Королевство Югославия и поселились в Белграде. Сандс стала водительницей такси (первым водителем белградского такси), а в 1927 году издала ещё одну автобиографию. Она читала лекции по военному делу и медицине в Великобритании, Австралии, Новой Зеландии, Франции, Канаде и США, нося военную форму постоянно.
В 1941 году Сандс и Юденич отправились добровольцами на фронт очередной войны, но уже против Германии. К несчастью, война закончилась быстрым разгромом югославских войск и оккупацией страны, а Флора и Юрий были схвачены немцами в плен. С большим трудом обоим удалось выбраться: Сандс, переодевшись в женское платье, выбралась обманом из тюрьмы. Юденич же был освобождён и отправлен в больницу из-за слабого здоровья, в сентябре 1941 года его не стало. Флора перебралась в Англию, где и прожила последние годы жизни.
24 ноября 1956 Флора Сандс, капитан сербской армии, скончалась.

## В массовой культуре
- В 1997 году Радио-телевидение Сербии показало документальный фильм Слободана Радовича «Наша англичанка»[16][17][18].
- В Торнтон-Хите (боро Кройдон, Лондон) один из пабов носит имя Флоры Сандс[19].
- Фолк-певец Рег Мэуросс[англ.] написал песню «The Ballad of Flora Sandes», которая является пересказом истории жизни Флоры Сандс. Песня вошла в альбом England Green and England Grey[20].

### Автобиографии
- Sandes, Flora. An English Woman-Sergeant in the Serbian Army (англ.). — London: Hodder & Stoughton[англ.], 1916.
- Sandes, Flora. The Autobiography of a Woman Soldier: A Brief Record of Adventure with the Serbian Army 1916–1919 (англ.). — London: H.F. & G. Witherby, 1927.

### Прочие труды
- Anon. (1 декабря 1956). Obituary: Miss Flora Sandes: Combatant in Serbian Army. The Times. London. p. 8.
- Burgess, Alan[англ.]. The Lovely Sergeant (неопр.). — London: Heinemann, 1963. (This work is based on Sandes' two autobiographies and other historical sources, but also includes imaginative dialogue and passages.)
- Lee, J. A Nurse and a Soldier: Gender, Class and National Identity in the First World War Adventures of Grace McDougall and Flora Sandes (англ.) // Women's History Review[англ.] : journal. — 2006. — Vol. 15. — P. 83—103. — doi:10.1080/09612020500440903.
- MacMahon, Bryan. Captain Flora Sandes of the Serbian Army (англ.) // Irish Sword[англ.] : journal. — 2005–2006. — Vol. 25. — P. 419—436.
- Miller, Louise. A Fine Brother: The Life of Captain Flora Sandes (англ.). — Richmond, Surrey: Alma Books[англ.], 2012. — ISBN 9781846881848.
- Wheelwright, Julie. Flora Sandes: Military Maid (англ.) // History Today : magazine. — 1989. — Vol. 39. — P. 42—48.
- Wheelwright, Julie. Amazons and Military Maids: women who dressed as men in the pursuit of life, liberty and happiness (англ.). — Pandora, 1989. — ISBN 0-04-440356-9. (недоступная ссылка)
- Wheelwright, Julie (2004). Yudenitch [Yudenich], Flora Sandes (1876–1956). Oxford Dictionary of National Biography (online ed.). Oxford University Press. doi:10.1093/ref:odnb/49662.
- Журнал «Искра», №5 (1 февраля 1917). «Женщина-герой»  (рус.)